# Петар Поробич
Петар Поробич (28 травня 1957 — 9 жовтня 2023) — чорногорський тренер з водного поло.
Учасник Олімпійських Ігор 2004, 2008, 2016, 2020 років. Чемпіон світу з водних видів спорту 2005 року.
.